# 富咸 (南澳州)
富咸（英語：Fulham）是澳洲南澳州阿德萊德的一個市區，位於西多倫士市地方政府行政區內。

## 外部連結
- . Official website. City of West Torrens.   [20 April 2011]. （原始内容存档于2008-05-20）.

34°55′37″S 138°30′43″E / 34.927°S 138.512°E